# Nehrebeczky György
Nehrebeczky György (Tolcsva, 1830. március 30. – Budapest, 1899. február 7.) jegyző, költő, országgyűlési képviselő. 

## Élete
Görögkatolikus papnövendékként teológiát hallgatott. Volt kápláni ügyész, 1849. január 1-jétől honvédként szolgált, 1849 júliusától hadnagy volt a Tiszai hadsereg 129. zászlóaljában. A kiegyezést követően Ung megye főjegyzőjévé nevezték ki. 1878 és 1881 között országgyűlési képviselőként tevékenykedett, 1893-tól pedig az Ung Megyei Honvédegylet elnöki posztját töltötte be. A Szent Gergely-rend nagykeresztes lovagja volt.
1899. március 1-én Ungváron temették el.

## Munkája
- Áhitat gyöngyei. Ungvár, 1871. (Anthologia magyar költőkből; ezek közt N.-nek 15 költeménye 1848-ból)